# Layke Anderson
Layke Anderson (ur. 10 października 1983 r. w Readingu, w Anglii) – brytyjski aktor, scenarzysta i reżyser filmowy.
Anderson w wieku siedemnastu lat został odkryty w Nowym Jorku przez fotografa, w tym samym czasie reżyser Bryan Singer osobiście wybrał go, aby odtworzył jedno z nowych zmutowanych X-dzieci w filmie X-Men 2 (X2: X-Men United, 2003). Mając dziewiętnaście lat pracował jako model dla takich projektantów mody jak Calvin Klein, Dolce & Gabbana, Abercrombie & Fitch i Christian Dior oraz fotografów: Greg Gorman, Bruce Weber, Steven Sebring, Pierre et Gilles, m.in. New River Phoenix i L'Uomo Vogue na Sycylii. Karierę aktorską rozpoczął od ról teatralnych, takich jak Arthur Rimbaud i Dorian Gray z powieści Oscara Wilde’a Portret Doriana Graya.
Później pojawił się w kilku filmach krótkometrażowych i teledyskach, współpracując z takimi artystami jak: Spike Jonze, Björk, Jonathan Caouette, Asia Argento i Marianne Faithfull.

## Filmografia
- 2003: X-Men 2 (X2: X-Men United) jako X-Dzieciak
- 2004: Almost Strangers jako Heath
- 2006: Communism and Football jako Eduard Streltsov
- 2007: Dolphin jako Lawrence
- 2007: Popcorn jako równy chłopak
- 2007: Znak miłości (Closing the Ring) jako kapral
- 2008: The Chef's Letter jako młody chłapak
- 2009: Dom chłopców (House of Boys) jako Frank
- 2012: Re-Kill jako Tom Falkirk
- 2012: The Equestrian jako Freddie Forester
- 2013: Babylon jako